# Dōmo-kun
Dōmo-kun (jap. どーもくん) ist ein Maskottchen des japanischen öffentlich-rechtlichen Fernsehsenders NHK. Es ist ein kleines, pelziges, braunes Monster mit schwarzen Knopfaugen und einem aufgesperrten Maul mit spitzen Zähnen. Die Figur wurde Protagonist einer Reihe von Stop-Motion-Kurzfilmen und Gegenstand zahlreicher Merchandise-Auswertungen sowie schließlich auch international bekannt. Daraus entstand in den USA eine weitere Stop-Motion-Serie mit der Figur.

## Dōmo-kun in Japan
Dōmo-kun wurde 1998 von Animator Tsuneo Gōda als Maskottchen von NHK geschaffen. Der Name ist vom japanischen Grußwort dōmo abgeleitet, wie es die Ansager des Senders oft verwenden. Kun ist ein Anredesuffix, der häufig für junge Männer verwendet wird. Das Maskottchen wurde der Protagonist einer Reihe von Stop-Motion-Clips, die bei NHK liefen und bei denen Gōda Regie führte. Sie zeigen Dōmo-kun als ein aus einem Ei geschlüpftes Wesen mit großem Herzen. Es lebt zusammen mit einem weisen alten Hasen in einer Höhle und sieht zu viel fern und hört Musik, vor allem die Band Guitar Wolf. Der Hase, Usajii genannt, lebt bereits seit 70 Jahren in der Höhle, ist früher viel gereist und liebt Fernsehen und Tee. Bei ihnen leben auch die durchsetzungsstarke Mutter Shinobu und ihr schelmisches Kind Morio. Das Wiesel-Mädchen Ta-chan ist eine Nachbarin. Sie will in Tokio einmal Model oder Stylistin werden und informiert sich ständig über Handy, Fernsehen oder Magazine. Auch wenn sie sehr freundlich ist, ist sie meist einsam.
Die Figur wird als niedlich wahrgenommen, obwohl ihr Design mit dem rechteckigen Körper mit braunem Fell und runden Augen und dem weit aufgerissenen Maul mit spitzen Zähnen eher bedrohlich als niedlich wirkt. Doch erscheint Dōmo-kuns Maul eher als Parodie lauter Grüße und die gesamte Gestaltung als niedlicher „Remix“ von Aggression, so Joel Gn in einer Analyse der Figur. In ihrer Performance zeige sie auch keine Aggression, sondern Niedlichkeit. So entstehe eine originelle Mischung aus beiden Aspekten.

## Internationale Verbreitung
Obwohl die Figur nur für die japanischen Zuschauer entwickelt wurde, wurde sie auch in den USA und weiteren Ländern erfolgreich. In den 2000ern wurden Bilder mit Dōmo-kun über das Internet, vor allem im englischsprachigen, verbreitet. Die wohl erste Verbreitung geschah ab 2001 durch mit Untertitel unter Bilder der Figur geschaffene Witze, die mit der Bedeutung Dōmo-kuns in Japan nichts zu tun hatten. Sie warnten in Form einer Aufklärungskampagne mit dem Schriftzug  Everytime you masturbate … God kills a kitten. Mit der Entstehung einer internationalen Fangemeinde wuchs auch die Nachfrage nach Merchandise, das ursprünglich nur in Japan erhältlich war. Ab 2005 waren die Produkte dann auch in den USA zu kaufen und die Figur wurde auch hier als Werbemaskottchen eingesetzt. 2006 liefen 26 zwei Minuten lange, in Stop-Motion animierte Clips mit Dōmo-kun bei Nickelodeon. Ab dem 30. Juni 2008 wurden die Clips erstmals im deutschsprachigen Gebiet im Rahmen der Kurzfilmsendung „Nippez“ auf NICK nach acht ausgestrahlt; dort wird die Serie Domo genannt. 2009 erschien bei Tokyopop ein OEL Manga mit Dōmo-kun als Protagonisten. Der Comic stammt von Clint Bickham.
Bei dieser internationalen Verbreitung wurde die Figur umgedeutet, in neue Kontexte gesetzt und mit neuen Inhalten verknüpft. Dabei veränderte sich auch die Wahrnehmung der Figur durch das Publikum. Während das japanische Original mit Ruhe und Geborgenheit assoziiert wird, werden die amerikanischen Adaptionen als niedlich, aber auch laut und bunt wahrgenommen. Der authentische japanische Ursprung wurde dabei zu einem wichtigen Element, wobei dieses in Japan noch ohne Bedeutung für die Rezipienten war.